# A Dark, Dark Man
Pour plus de détails, voir Fiche technique et Distribution.
A Dark, Dark Man (Чёрный, чёрный человек, Chornyy, chornyy chelovek) est un film franco-kazakh réalisé par Adilkhan Yerzhanov, sorti en 2019.

## Synopsis
Au Kazakhstan, un policier plongé dans un service où ses supérieurs sont corrompus, est chargé d’étouffer un meurtre. Une journaliste vient enquêter sur les nombreux dysfonctionnements policiers et le gêne dans sa tâche.

## Fiche technique
- Titre : A Dark, Dark Man
- Titre original : Чёрный, чёрный человек (Chornyy, chornyy chelovek)
- Réalisation : Adilkhan Yerzhanov
- Scénario : Roelof Jan Minneboo et Adilkhan Yerzhanov
- Musique : Galymzhan Moldanazar
- Photographie : Aydar Sharipov
- Montage : Adilkhan Yerzhanov
- Direction artistique : Yermek Utegenov
- Production : Serik Abishev, Guillaume de Seille et Olga Khlasheva
- Sociétés de production : Arizona Productions, Astana Film Fund et Short Brothers
- Société de distribution : Arizona Distribution (France)
- Pays d'origine :  France,  Kazakhstan
- Format : couleurs - 2,35:1 - 35 mm
- Genre : drame
- Durée : 130 minutes
- Dates de sortie :
  - Espagne : 23 septembre 2019 (Festival international du film de Saint-Sébastien 2019)
  - France : 14 octobre 2020

## Distribution
- Daniar Alshinov : Bekzat
- Dinara Baktybaeva : Ariana
- Teoman Khos : Pukuar

## Sortie

### Accueil critique
En France, le site Allociné recense une moyenne des critiques presse de 3,6/5.

## Distinctions

### Récompense
- Asia Pacific Screen Awards (en) 2019 : meilleur réalisateur

### Sélections
- Festival international du film de Saint-Sébastien 2019 : sélection en compétition
- L'Étrange Festival 2020 : sélection en compétition